# Matthew Polenzani
Matthew Polenzani (Evanston (Illinois), 1968) è un tenore statunitense.

## Biografia
Dopo gli studi all'Eastern Illinois University ed un master all'Università di Yale si perfeziona con Margaret Harshaw.
Il 15 settembre 1995 è il Capitano in Simon Boccanegra diretto da Daniele Gatti con Robert Lloyd e Kiri Te Kanawa all'Opera di Chicago dove nel 1996 è il Conte di Lerma in Don Carlo diretto da Gatti con Vladimir Černov, Dolora Zajick, Carol Vaness, Samuel Ramey e Eric Halfvarson, Venditore di canzonette ne Il tabarro diretto da Bruno Bartoletti con Catherine Malfitano e Kristján Jóhannsson, un Singer in Un Re in Ascolto di Luciano Berio con Claudio Desderi ed un Priest in Die Zauberflöte con Olaf Bär e Kurt Moll.
Al Metropolitan Opera House di New York debutta nel dicembre 1997 come Khrushchov in Boris Godunov (opera) diretto da Valerij Gergiev con Ramey e Paul Plishka, nel 1998 un Priest in Die Zauberflöte diretto da Edo de Waart con Barbara Bonney, il Messaggero in Samson et Dalila diretto da Leonard Slatkin con Plácido Domingo e Denyce Graves, un Nobile in Lohengrin (opera) diretto da James Levine con Halfvarson, Vogelgesang in Die Meistersinger von Nürnberg diretto da Levine con Charles Anthony Caruso, Janek in The Makropulos Case diretto da Charles Mackerras con la Malfitano, Arturo in Lucia di Lammermoor con Carlo Rizzi (direttore d'orchestra), Ramón Vargas e Roberto Frontali, nel 1999 Vána Kudrjas in Káťa Kabanová diretto da Mackerras con la Malfitano, Youth/Naked Youth in Moses und Aron diretto da Levine con John Tomlinson, Master of Ceremonies ne La dama di picche (opera) diretto da Gergiev con Domingo, Elisabeth Söderström e Dmitri Hvorostovsky, Kouzka in Khovanshchina diretto da Gergiev con Roberto Scandiuzzi e Radio/Band Singer nella prima assoluta di The Great Gatsby di John Harbison diretto da Levine con Jerry Hadley, Dawn Upshaw, Susan Graham e Lorraine Hunt Lieberson, nel 2000 Italian Singer in Der Rosenkavalier diretto da Levine con la Graham e Renée Fleming, Jaquino in Fidelio diretto da Levine con Karita Mattila e Lloyd e Steersman in Der Fliegende Holländer diretto da Gergiev, nel 2001 Lindoro ne L'italiana in Algeri diretto da Bruno Campanella con Jennifer Larmore, Alessandro Corbelli e Ramey e Klaus the Jester in Gurrelieder di Arnold Schönberg diretto da Levine con Violeta Urmana e Ernst Haefliger, nel 2001 David in Die Meistersinger von Nürnberg diretto da Levine con la Mattila, nel 2002 il conte Almaviva ne Il barbiere di Siviglia (Rossini) con Plishka e Ferruccio Furlanetto, Chevalier de la Force ne I dialoghi delle Carmelitane (opera) diretto da James Conlon, nel 2003 Iopas in Les Troyens diretto da Levine con la Hunt Lieberson e Lloyd e la Messa in do minore K 427 diretto da Levine con la Graham, nel 2004 Narraboth in Salomè (opera) diretto da Gergiev con la Mattila, Don Ottavio in Don Giovanni (opera) con Andrew Davis (direttore d'orchestra) e Michele Pertusi e Tamino in Die Zauberflöte diretto da Levine, nel 2005 Fenton in Falstaff (Verdi) diretto da Levine con Bryn Terfel e Frontali e Ferrando in Così fan tutte diretto da Levine con Barbara Frittoli, Magdalena Kožená, Nuccia Focile e Thomas Allen, nel 2007 Alfredo ne La traviata con la Fleming e Romeo in Romeo e Giulietta (Gounod) con Anna Netrebko e Lloyd, nel 2008 Belmonte in Die Entführung aus dem Serail con Diana Damrau ed Aleksandra Kurzak, nel 2010 Ernesto in Don Pasquale diretto da Levine con la Netrebko, nel 2012 Nemorino ne L'elisir d'amore con la Netrebko ed Ambrogio Maestri e Roberto nella prima di Maria Stuarda (opera) con Joyce DiDonato, nel 2013 il duca di Mantova in Rigoletto con Hvorostovsky ed Irina Lungu, nel 2015 Hoffmann in Les contes d'Hoffmann diretto da Levine e Nadir in Les pêcheurs de perles diretto da Gianandrea Noseda con la Damrau e nel 2016 Roberto Devereux con Elīna Garanča arrivando a 331 recite al Met.
A San Diego nel 2002 è Ernesto in Don Pasquale con Bruno Praticò e per il Teatro La Fenice è il conte Almaviva ne Il barbiere di Siviglia diretto da Claudio Scimone con Anna Caterina Antonacci e Lorenzo Regazzo nella trasferta a Padova.
Al Bayerische Staatsoper nel 2002 è il conte Almaviva ne Il barbiere di Siviglia, nel 2011 Nemorino ne L'elisir d'amore con la Netrebko e Corbelli, nel 2014 Tebaldo ne I Capuleti e i Montecchi diretto da Riccardo Frizza e nel 2015 Tamino in Die Zauberflöte diretto da Asher Fisch ed il protagonista in Werther (opera) diretto da Fisch.
Al San Francisco Opera debutta nel 2003 come conte Almaviva ne Il barbiere di Siviglia con la DiDonato, nel 2009 è Belmonte in Die Entführung aus dem Serail e nel 2013 Hoffmann in Les Contes d'Hoffmann con Natalie Dessay.
Al Teatro Comunale di Firenze nel 2005 è Alfredo Germont ne La traviata diretto da Renato Palumbo con Mariella Devia e Juan Pons.
Al Wiener Staatsoper debutta nel 2006 come Nemorino ne L'elisir d'amore, nel 2007 Don Ottavio in Don Giovanni con Terfel, nel 2009 Edgardo in Lucia di Lammermoor con Edita Gruberová e Tamino in Die Zauberflöte, nel 2013 il duca di Mantova in Rigoletto con Simon Keenlyside ed Olga Peretyatko e nel 2015 Werther diretto da Frédéric Chaslin con la Garanča.
All'Opéra National de Paris debutta nel 2006 come Edgardo di Ravenswood in Lucia di Lammermoor con la Dessay, nel 2008 Tebaldo ne I Capuleti e i Montecchi con Patrizia Ciofi e la DiDonato, nel 2011 Ferrando in Così fan tutte e nel 2015 Don Ottavio in Don Giovanni con Nadine Sierra.
Ancora a Chicago nel 2006 è Romeo in Roméo et Juliette di Gounod, nel 2007 Alfredo ne La traviata diretto da Andrew Davis con la Fleming e Thomas Hampson (cantante), nel 2009 Belmonte in Die Entfuhrung aus dem Serail diretto da Andrew Davis con la Kurzak e nel 2010 Hoffmann in The Tales of Hoffmann e Werther diretto da Andrew Davis.
Al Festival di Salisburgo debutta nel 2007 come Onia nell'Oratorio a quattro voci di Alessandro Scarlatti diretto da Riccardo Muti con Anna Bonitatibus e Franco Fagioli, nel 2008 Don Ottavio in Don Giovanni con i Wiener Philharmoniker e nel 2011 canta nello Stabat Mater (Rossini) diretto da Antonio Pappano con la Netrebko, Ildebrando D'Arcangelo ed il Coro e l'Orchestra dell'Accademia Nazionale di Santa Cecilia.
Al Royal Opera House, Covent Garden di Londra debutta nel 2007 come Ferrando in Così fan tutte con Colin Davis (direttore d'orchestra), Regazzo, Allen e la Garanča e nel 2012 Don Ottavio in Don Giovanni con Regazzo.
Al Teatro alla Scala di Milano debutta nel 2008 come Alfredo Germont ne La traviata con la Devia, Renato Bruson e Carlo Bosi, nel 2012 Les chevalier Des Grieux nella prima di Manon (Massenet) diretto da Fabio Luisi e nel 2014 canta nella Messa di Requiem (Verdi) diretto da Riccardo Chailly con la Garanča e D'Arcangelo.
Al Teatro Regio di Torino nel 2010 debutta come il protagonista in Idomeneo (opera) con Eva Mei protagonista di una puntata di Prima della prima di Rai 3 ed Alfredo Germont ne La traviata diretto da Noseda con la Dessay.
All'Arena di Verona nel 2013 è Alfredo Germont ne La traviata diretto da Andrea Battistoni con Maria Agresta e Leo Nucci.
Nel 2015 canta nel Concerto di Capodanno di Venezia diretto da Daniel Harding con la Agresta ed all'Opernhaus Zürich è Alfredo Germont ne La traviata.
Nel 2016 è Rodolfo ne La bohème al Gran Teatre del Liceu di Barcellona.

## Discografia
- Brahms, Lieder e Liebeslieder Valzer (Festival di Verbier, 2003) - Kozená/Quasthoff/Rost/Polenzani/Levine/Bronfman, 2003 Deutsche Grammophon
- Liszt: The Complete Songs, Vol. 1 – Matthew Polenzani - Matthew Polenzani/Julius Drake, 2010 Hyperion
- Polenzani Live at the Verbier Festival & Academy - Matthew Polenzani/Roger Vignoles, 2004 Vai Audio
- Songs By Schubert, Beethoven, Britten and Hahn - Matthew Polenzani/Julius Drake, 2011 Wigmore Hall Live

## DVD & BLU-RAY
- Beethoven, Fidelio - Levine/Mattila/Heppner/Lloyd, 2003 Deutsche Grammophon
- Donizetti, Don Pasquale - Levine/Netrebko/Del Carlo, 2010 Deutsche Grammophon
- Mozart, The Magic Flute - Erika Miklósa/Matthew Polenzani/James Levine, 2006 Met
- Mozart, Così fan tutte - Danielle de Niese/Matthew Polenzani/James Levine, 2014 Met
- Wagner, Maestri cantori di Norimberga - Levine/Heppner/Mattila/Papen, 2001 Deutsche Grammophon